# Giustino
För andra betydelser, se Giustino (olika betydelser).

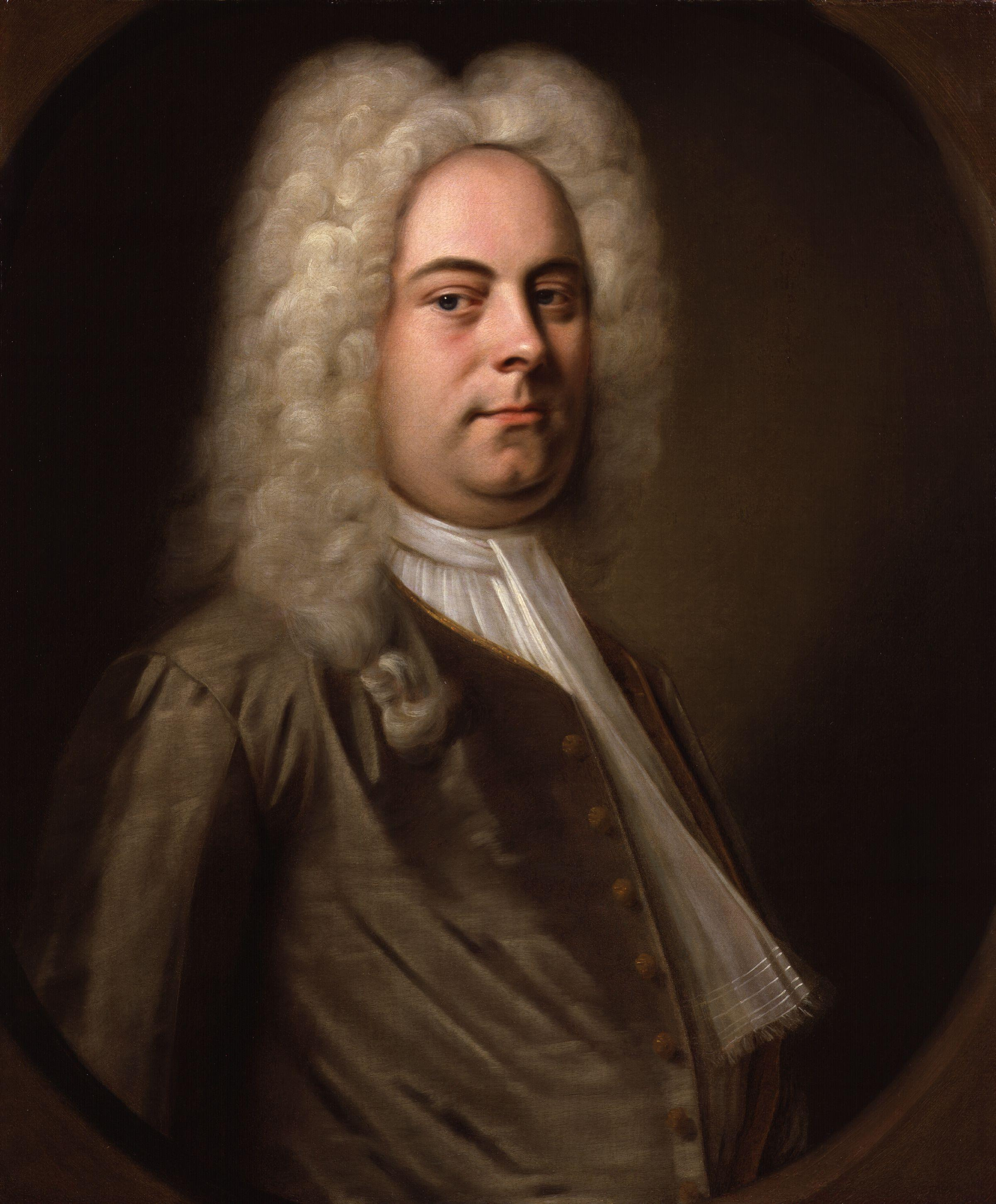
Georg Friedrich Händel

Giustino (HWV 37) är en opera (dramma per musica) i tre akter av Georg Friedrich Händel efter ett libretto av Pietro Pariati.

## Historia
Giustino bygger på en berättelse av den bysantinske historieskrivaren Prokopios. Den hade redan tjänat som underlag för omtyckta venetianska operor av Giovanni Legrenzi (Giustino, 1683) och Vivaldi (Giustino, 1724). Den innehöll scener som gav utrymme för sceniska effekter och körscener, liksom i de oratorier Händel redan hade vunnit erfarenheter av då han skrev Giustino. Operan uruppfördes 16 februari 1737 på Covent Garden-operan i London men spelades bara några få gånger, bland annat på grund av att konkurrensen från John Frederick Lampes parodi The Dragon of Wantley blev för stor. 1985 togs den upp på Komische Oper Berlin i en iscensättning av Harry Kupfer.

## Om operan
I operan spelas den viktigaste huvudrollen av kören, som här är ett samlingsbegrepp för olika grupper. Av operans 42 sångnummer är 12 kör- respektive instrumentalsatser. Detta avslöjar det franska inflytandet (stora tonmålningstablåer från Lullys och Rameaus tragédie lyrique-verk). Man kan redan spåra Händels övergång till oratoriet. Från och med 1733 föredrog Händel efter hand alltmer oratorieformen som genre och blev mycket framgångsrik inom den.

## Personer

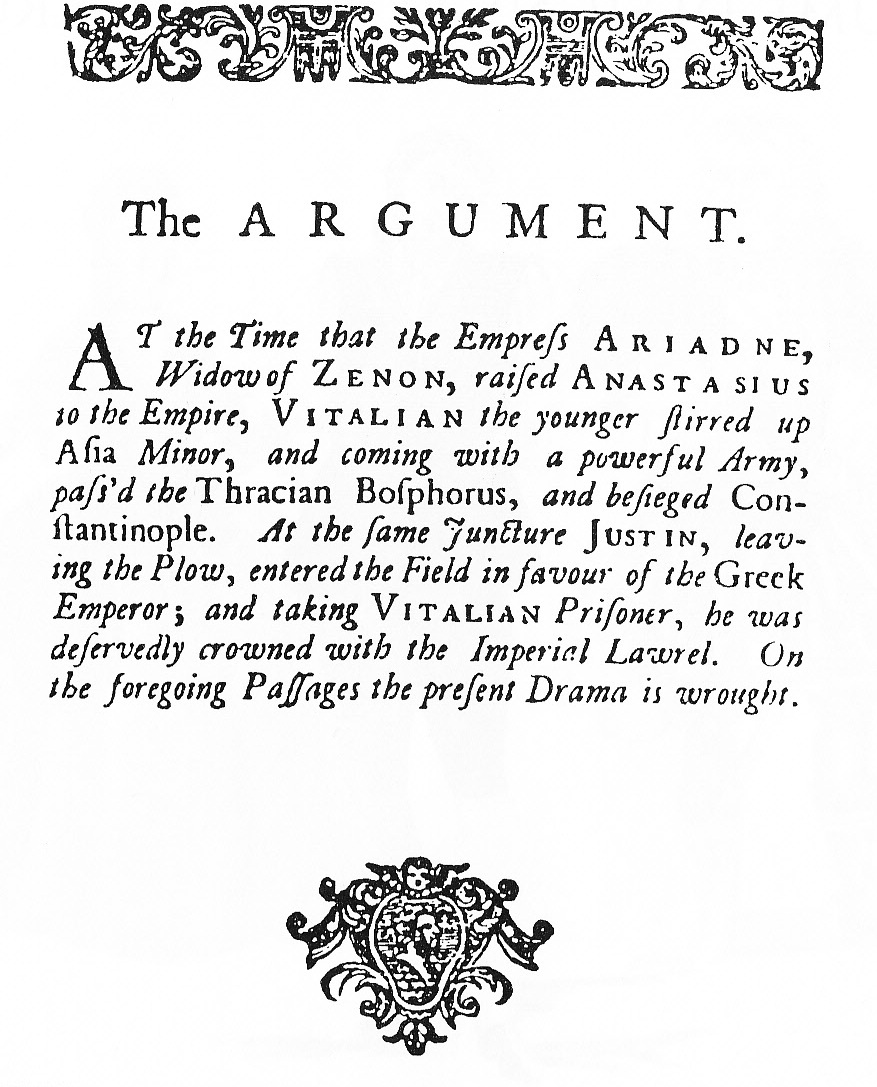
Förordet till engelska textutgåvan av Giustino 1737.

- Anastasio/Anastasios, kejsare av Bysans (sopran)
- Arianna, hans gemål (sopran)
- Leocasta, kejsarens syster (alt)
- Amanzio, kejserlig fältherre (alt)
- Giustino, bonde (alt)
- Vitaliano, en tyrann från Mindre Asien (tenor)
- Polidarte, dennes fältherre (bas)
- La Fortuna (sopran)
- En röst från gravens inre (bas)
- Hovtjänare, sjömän (kör)

## Handling
Bysans, Mindre Asien, 300-400-talet.
Akt I
Anastasio har just krönts till kejsare av Konstantinopel av den föregående kejsarens änka Arianna, men Mindre Asiens härskare Vitaliano ämnar erövra Konstantinopel om han inte får Arianna till älskarinna. Bonden Giustino drömmer om att bli krigshjälte, och då han räddar kejsarens syster Leocasta från en björn tar hon som belöning honom med tillbaka till kejsarhovet där han kommer i kejsarens tjänst. Anastasio drar i fält med Arianna och general Amanzio som själv strävar efter kejsarkronan men Anastasio blir besegrad och Arianna tillfångatas av Vitaliano.
Akt II
Anastasio flyr med Giustino på en båt som strandar under en storm. Till samma plats kommer Vitalianos fältherre Polidarte med Arianna, som enligt Vitalianos order skall fjättras vid en klippa och dödas av ett monster, men Giustino slår ihjäl odjuret och räddar kejsarinnan. Amanzio kommer och letar efter henne och kejsaren, och alla kan fara ifrån platsen ombord på hans båt. Giustino lyckas tillfångata Vitaliano men Amanzio intalar kejsaren att han inte kan lita på Giustino, och Amanzio får order att hålla honom under uppsikt. Amanzio skänker kejsaren ett juvelbesatt bälte.
Akt III
Kejsaren ger bältet vidare till Arianna men då hon vill skänka det till Giustino som tack för att han räddat hennes liv beskyller Amanzio Giustino för att ha vanhelgat en gåva från kejsaren. Giustino döms till döden och Arianna faller i onåd. Kejsarens syster Leocasta som är förälskad i Giustino hjälper honom dock att fly.
Då han utmattad har fallit i sömn hittar Vitaliano honom och skall just döda honom men får i samma ögonblick en uppenbarelse om att Giustino i själva verket är hans bror. Under tiden har Amanzio låtit utropa sig till kejsare, men Giustino och Vitaliano driver honom med förenade krafter på flykten. Giustino utropas till kejsare jämsiden med Anastasio och får Leocasta vid sin sida.